# محسن مصطفوی (کشتی‌گیر)
محسن مصطفوی کشتی‌گیر آزادکار ، ورزشکار تیم ملی ایران است. او اهل آذربایجان شرقی شهر تبریز است.
وی سابقه کسب مدال برنز در مسابقات کشتی آزاد آسیایی بزرگسالان ۲۰۲۲ را دارد.

## فعالیت حرفه‌ای ورزشی

### قهرمانی آسیا ۲۰۲۲
در وزن ۸۶ کیلوگرم محسن مصطفوی در دور اول با نتیجه ۱۰ بر صفر دولت مراد اورازگیلیوف از ترکمنستان را مغلوب کرد وی در دور بعد با نتیجه ۶ بر صفر مغلوب دیپاک پونیا دارنده مدال نقره جهان از هند شد و با توجه به حضور این کشتی گیر در دیدار فینال، وی نیز به دیدار رده بندی راه یافت. مصطفوی در این دیدار با نتیجه ۴ بر صفر از سد گوان اوک کیم از کره جنوبی گذشت و به مدال برنز رسید.